# Чемпіонат світу з трекових велоперегонів 1908
Чемпіонат світу з трекових велоперегонів 1908 проходив в двох німецьких містах: 28 липня 1908 року в районі Лінденау м. Лейпциг провели змагання у спринті та гонці за лідером серед аматорів, а з 30 липня по 2 серпня нагороди серед професіоналів розіграли у Берліні.

## Медалісти

### Чоловіки
Професіонали
| Дисципліна       | Золото             | Срібло         | Бронза             |
| Спринт           | Торвальд Еллегаард | Габрієль Пулан | Шарль ван ден Борн |
| Гонка за лідером | Фріц Райзер        | Еудженіо Бруні | Артур Вандерштуйфт |

Аматори
| Дисципліна       | Золото         | Срібло          | Бронза            |
| Спринт           | Віктор Джонсон | Бенджамін Джонс | Еміль Деманжель   |
| Гонка за лідером | Леон Мередіт   | Густав Янке     | Леон Вандерштуйфт |

## Загальний медальний залік
| Місце  | Країна           | Золото | Срібло | Бронза | Загалом |
| ------ | ---------------- | ------ | ------ | ------ | ------- |
| 1      | Велика Британія  | 2      | 1      |        | 3       |
| 2      | Данія            | 1      |        |        | 1       |
| 2      | Швейцарія        | 1      |        |        | 1       |
| 4      | Франція          |        | 1      | 1      | 2       |
| 5      | Німецька імперія |        | 1      |        | 1       |
| 5      | Італія           |        | 1      |        | 1       |
| 7      | Бельгія          |        |        | 3      | 3       |
| Всього | Всього           | 4      | 4      | 4      | 12      |